# Peralta (Guanajuato)
Peralta es una localidad del estado mexicano de Guanajuato. Es parte del municipio de Abasolo.

## Demografía
| Gráfica de evolución demográfica |
|                                  |

| Censo | Población |
| ----- | --------- |
| 1900  | 908       |
| 1910  | 680       |
| 1921  | 671       |
| 1930  | 357       |
| 1940  | 559       |
| 1950  | 661       |
| 1960  | 998       |
| 1970  | 1 183     |
| 1980  | 1 017     |
| 1990  | 1 269     |
| 2000  | 1 198     |
| 2010  | 1 134     |
| 2020  | 1 119     |